# Peter van den Hurk (dj)
Peter van den Hurk (Soerendonk, 4 oktober 1983) is een Nederlandse diskjockey.

## Loopbaan
De start van zijn radiocarrière begon bij de omroep Radio Cranendonck. Daarna volgden Royaal FM en Radio Decibel. Zijn debuut op de landelijke radio kwam in september 2005, toen hij werd aangenomen bij Yorin FM. Na een half jaar werd dit station gewijzigd in CAZ!. Na hier 2 maanden te hebben gewerkt, stapt hij in de zomer van 2006 over naar Q-music. Na wijzigingen in de programmering per 10 maart 2008 kreeg Van den Hurk een weekendprogramma aangeboden, dat hij niet kon combineren met zijn andere werkzaamheden en vertrok bij dit station.
Vanaf 1 december 2008 heeft Peter een eigen middagprogramma op XFM gehad, een regionale dancezender in Noord-Brabant, Zeeland en Limburg. Hij maakte hiermee het eerste gepresenteerde programma op deze zender. Vanaf eind 2008 was hij tevens inval-dj bij Radio Veronica.
Verder draaide hij in clubs, festivals en op grote evenementen en was zijn stem regelmatig te horen als voice-over voor diverse doeleinden.
Peter van den Hurk is niet meer actief in de mediawereld.